# Bauernmarkt

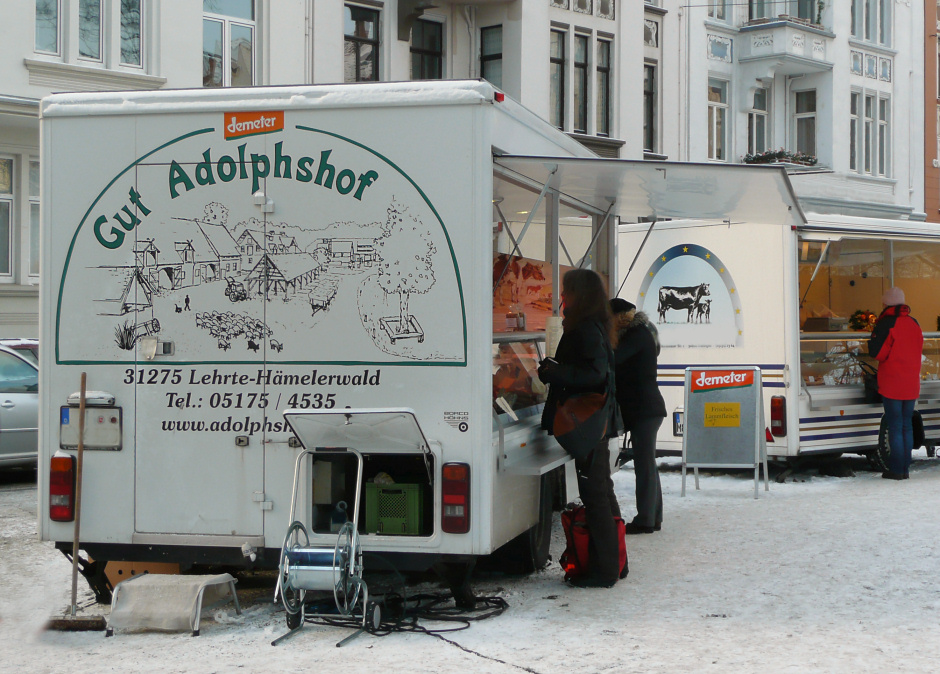
Marktwagen von Gut Adolphshof auf einem Bauernmarkt in Hannover

Bauernmärkte sind, im Gegensatz zu  Wochenmärkten, traditionelle Märkte, auf denen früher die Bauern ihre Geschäfte tätigten und sich mit Produkten für das nächste Jahr eindeckten. So wurde früher das Vieh (Pferde, Rinder) ge- und verkauft. 
Auf Bauernmärkten werden an Ständen von Bauern selbst erzeugte Lebensmittel angeboten. Sie sind im Gegensatz zu Wochenmärkten grundsätzlich von Erzeugern beschickt. 
Bauernmärkte haben eine eigene Satzung und sind meist in der Rechtsform als eingetragener Verein geführt, beispielsweise der Münchner Bauernmarktverein oder die Münchner Bauernmärkte. Sie betreiben einen oder mehrere Standorte nach ihren Regeln.
Die Stadt München hat dazu die entsprechende Plattform 1989 geschaffen. Die Münchner Wochenmärkte wurden entsprechend erweitert. Dies war zunächst als Probe versucht worden, hat sich aber in den nächsten Jahren fest etabliert.
Einmal jährlich findet für Bayern in Herrsching am Ammersee vom Bayerischen Bauernverband veranstaltet die Bauernmarktkonferenz statt. 2013 waren Josef Unglert und Siegfried Geier die Vorsitzenden der Konferenz.
Die Bauernmarktkonferenz hat als Leuchtturmveranstaltung die Bauernmarktmeile ins Leben gerufen. Diese fand 2010 in München zum ersten Mal statt. 2013 wurde in Nürnberg die erste Bauernmarktmeile in Nordbayern durchgeführt. Jeweils ungefähr 100 Marktstände präsentieren das Direktvermarkterangebot der Bauern.